# 查猛济
查猛济（1902年—1966年）字太爻、宽之，号寂翁，杭州府海宁州袁花镇人。中华民国及中华人民共和国新闻出版业者、官员及学者。中国共产党党员。
曾任国民政府时期的杭州国民党党部宣传部长、浙江省民政厅秘书、英士大学哲学系教授等职。1923年，与查人伟、宋云彬于杭州创办《新浙江报》，为孙传芳所忌，旋遭封禁，后为《之江日报》编辑。猛济为陈友琴友人，曾为他校注的《千首清人绝句》作序。还曾截录叶德辉等人的研究成果与陈彬龢一起编著了《中国书史》一书。共和国建立后，为海宁政协特邀代表、浙江文史馆馆员。1966年逝世。